# 3 Kompania Strzelecka ON „Rajcza”
3 Kompania Obrony Narodowej „Rajcza” – pododdział piechoty Wojska Polskiego II RP.
Kompania została sformowana w maju 1939 roku, w Rajczy, w składzie Żywieckiego Batalionu ON.
W kampanii wrześniowej walczyła, pod dowództwem por. Sicińskiego, w obronie Rajczy i Węgierskiej Górki.